# Torsten Zugehör
Torsten Zugehör (* 24. März 1972 in Lutherstadt Wittenberg) ist ein deutscher Lokalpolitiker und Oberbürgermeister von Lutherstadt Wittenberg.

## Leben
Nach dem Abitur mit Berufsausbildung zum Facharbeiter für BMSR-Technik im Stickstoffwerk Piesteritz leistete er seinen Zivildienst im Augustinuswerk in Wittenberg. 1992–1998 studierte er Rechtswissenschaften an der Universität Leipzig. Danach war er am Lehrstuhl von Manfred Seebode als wissenschaftlicher Mitarbeiter tätig.
Nach der zweiten juristischen Staatsprüfung 2001 wechselte er in eine Wittenberger Anwaltskanzlei und war anschließend in verschiedenen Leitungsfunktionen beim Staatsbetrieb Sächsisches Immobilien- und Baumanagement sowie am Finanzamt Leipzig tätig. Zugehör war persönlicher Referent von Leipzigs Bürgermeister Uwe Albrecht.
Seit Januar 2009 war Zugehör nach seiner Wahl durch den Stadtrat von Lutherstadt Wittenberg Bürgermeister und Stellvertreter des Oberbürgermeisters. Am 22. Februar 2015 wurde er als Nachfolger von Eckhard Naumann mit 85,7 % der gültigen Stimmen in das Amt des Oberbürgermeisters gewählt, das er am 6. Juli 2015 antrat. Am 24. April 2022 wurde er mit 81,1 % der gültigen Stimmen für weitere sieben Jahre in seinem Amt bestätigt.
Im Oktober 2021 wurde er in das Präsidium des Deutschen Evangelischen Kirchentages gewählt. Er wird dem Deutschen Evangelischen Kirchentag 2027 als Präsident vorstehen.
Zugehör ist verheiratet und hat drei Kinder.